# Опан (Акмолинская область)
Опан (каз. Опан, до 2018 г. — Антоновка) — село в Целиноградском районе Акмолинской области Казахстана. Входит в состав Приреченского сельского округа. Код КАТО — 116663200.

## География
Село расположено в северо-восточной части района, на расстоянии примерно 75 километров (по прямой) к северо-востоку от административного центра района — села Акмол, в 17 километрах к северо-западу от административного центра сельского округа — села Приречное.
Абсолютная высота — 337 метров над уровнем моря.
Ближайшие населённые пункты: село Приречное — на востоке, село Софиевка — на юге, посёлок Жолымбет — на севере.

## Население
В 1989 году население села составляло 374 человек (из них казахи — 39%, русские — 37%).

В 1999 году население села составляло 302 человека (147 мужчин и 155 женщин). По данным переписи 2009 года, в селе проживали 234 человека (108 мужчин и 126 женщин).
| Численность населения | Численность населения | Численность населения |
| 1989                  | 1999                  | 2009                  |
| --------------------- | --------------------- | --------------------- |
| 374                   | ↘302                  | ↘234                  |